# Ariel Henry
Ariel Henry (Port-au-Prince, 6 novembre 1949) è un politico haitiano, presidente di Haiti e primo ministro ad interim dal 20 luglio 2021 al 24 aprile 2024, a seguito dell'assassinio del presidente Jovenel Moïse.

## Biografia
Ha ricoperto la carica di ministro degli interni e delle comunità territoriali dal 22 gennaio 2015 fino all'11 settembre 2015, per poi essere nominato ministro degli affari sociali e del lavoro. Rimase in carica fino al 28 marzo 2016.
Il 5 luglio 2021 era stato indicato come prossimo primo ministro di Haiti dal presidente in carica Jovenel Moïse, appena due giorni prima che questi fosse assassinato, così che la sua nomina  rimase bloccata.
Il 19 luglio 2021, l'allora primo ministro Claude Joseph, che ricopriva la carica ad interim, annunciò le proprie dimissioni. Henry ha prestato giuramento come primo ministro il giorno dopo, 20 luglio.
È stato oggetto di polemica il suo rifiuto di collaborare con le autorità sui suoi legami con Joseph-Félix Badio, uno degli accusati di aver orchestrato l'assassinio del presidente Moïse. Gli ufficiali che indagavano sul caso sospettavano che Henry fosse coinvolto nella pianificazione dell'assassinio dell'uomo di stato.
Henry si è recato in Guyana il 25 febbraio 2024 e giorni dopo in Kenya per firmare un accordo sul dispiegamento di 1.000 poliziotti kenioti ad Haiti. Quando ha cercato di tornare ad Haiti, non è riuscito ad atterrare poiché gli attacchi delle bande hanno chiuso l'aeroporto internazionale di Toussaint Louverture e liberato più di 4.000 detenuti. Henry si trova attualmente a Porto Rico e da allora non ha più messo piede sul suolo haitiano.
Il 25 febbraio il ministro delle finanze Michel Patrick Boisvert ha assunto il ruolo di primo ministro ad interim insieme ad Henry.
Il 12 marzo 2024, Henry ha accettato di dimettersi dalla carica di leader del paese, cosa che entrerebbe in vigore quando sarà formato un consiglio presidenziale di transizione, a seguito di un incontro in Giamaica con i leader degli stati caraibici e il segretario di Stato americano Antony Blinken. Entro il 13 marzo 2024, alcuni partiti politici hanno dichiarato che non avrebbero partecipato all'accordo.
Il consiglio fu formalizzato il 12 aprile, con i membri nominati il 16 aprile e prestato giuramento il 25 aprile quando Henry presentò le sue dimissioni in una lettera firmata il 24 aprile a Los Angeles. Nel frattempo il gabinetto uscente di Henry ha nominato Boisvert Primo Ministro ad interim.

## Vita privata
Ariel Henry è il figlio di Elie S. Henry, che era un pastore e un anziano della Chiesa avventista del settimo giorno. Il padre di Ariel è morto il 20 dicembre 2015. È sposato con Annie Claude Massiau e i suoi fratelli si chiamano Monique Henry, Edlyne Henry Richard, Elie Henry ed Elvire Henry. Anche suo fratello Elie è pastore ed è presidente della Divisione interamericana degli avventisti del settimo giorno dal 2018, dopo essere stato eletto per quel ruolo in quell'anno e rieletto nel 2022.